# جورج ليكينس
جورج ليكينس (بالإنجليزية: George Lee)‏ (4 يونيو 1919 بيورك في المملكة المتحدة - 1 أبريل 1991 بنورتش في المملكة المتحدة) هو لاعب كرة قدم بريطاني (وحمل سابقاً جنسية المملكة المتحدة لبريطانيا العظمى وأيرلندا) في مركز جناح ‏. لعب مع نادي يورك سيتي ونوتينغهام فورست ووست بروميتش ألبيون.